# 亚述纳迪纳赫二世
亚述纳迪纳赫二世（英語：Ashur-nadin-ahhe II）（？—前1380年），古亚述时期的末任亚述国王（公元前1390年—公元前1380年在位）他在位时期，亚述与埃及结盟，其事迹载于阿马尔奈文书。
| 前任： 亚述里姆尼谢舒 | 亚述国王 前1390年－前1380年 | 繼任： 伊里巴阿达德一世 |